# Lindenbergia
Lindenbergia este un gen de plante din familia  Scrophulariaceae.

## Specii
Cuprinde  circa 15 specii.